# Маковія
Макові́я (також Малий Спас, Перший Спас, Спас на воді, Маковея, Макотрус) — народна назва православного свята, яке відзначають 1 серпня. Від Маковія починається Успенський піст, який завершується 14 серпня, напередодні свята Успіння Пресвятої Богородиці.
У цей день вшановується пам'ять про візантійську святиню — частини Животворчого Хреста Господнього, на якому був розіп'ятий Христос, а також пам'ять Макавейських мучеників, які не зрадили юдейську віру на користь нав'язаного еллінськими колонізаторами язичництва. Ім'я юдейського очільника Макавея було адаптовано в українців як Маковій.
Починаючи з 90-х років XX ст. поширилася також назва «Медовий Спас», однак вона є запозиченою, не питомою українській традиційній культурі, а також не відповідає українським традиціям святкування (з медом в українців традиційно було пов’язане інше свято: власне Спас).

## Походження свята

### Винесення чесних древ Животворчого Хреста Господнього
Свято Винесення чесних древ Животворчого Хреста Господнього походить з Візантії, де було встановлене не пізніше ІХ ст. Воно спершу полягало у перенесенні з імператорської скарбниці до храму Софії вцілілої частини хреста Господнього з метою відвернення хвороб, багато яких ставалося в серпні. З цього дня й далі до свята Успіння Пресвятої Богородиці, в місті виконувалися литії, а хрест надавався для поклоніння.
Святкування Винесення чесних древ Животворчого Хреста Господнього відомо в Русі з 988 року від Різдва Христового. У літописах стверджується, що князь Володимир Великий охрестив киян саме 1 серпня 988 року.

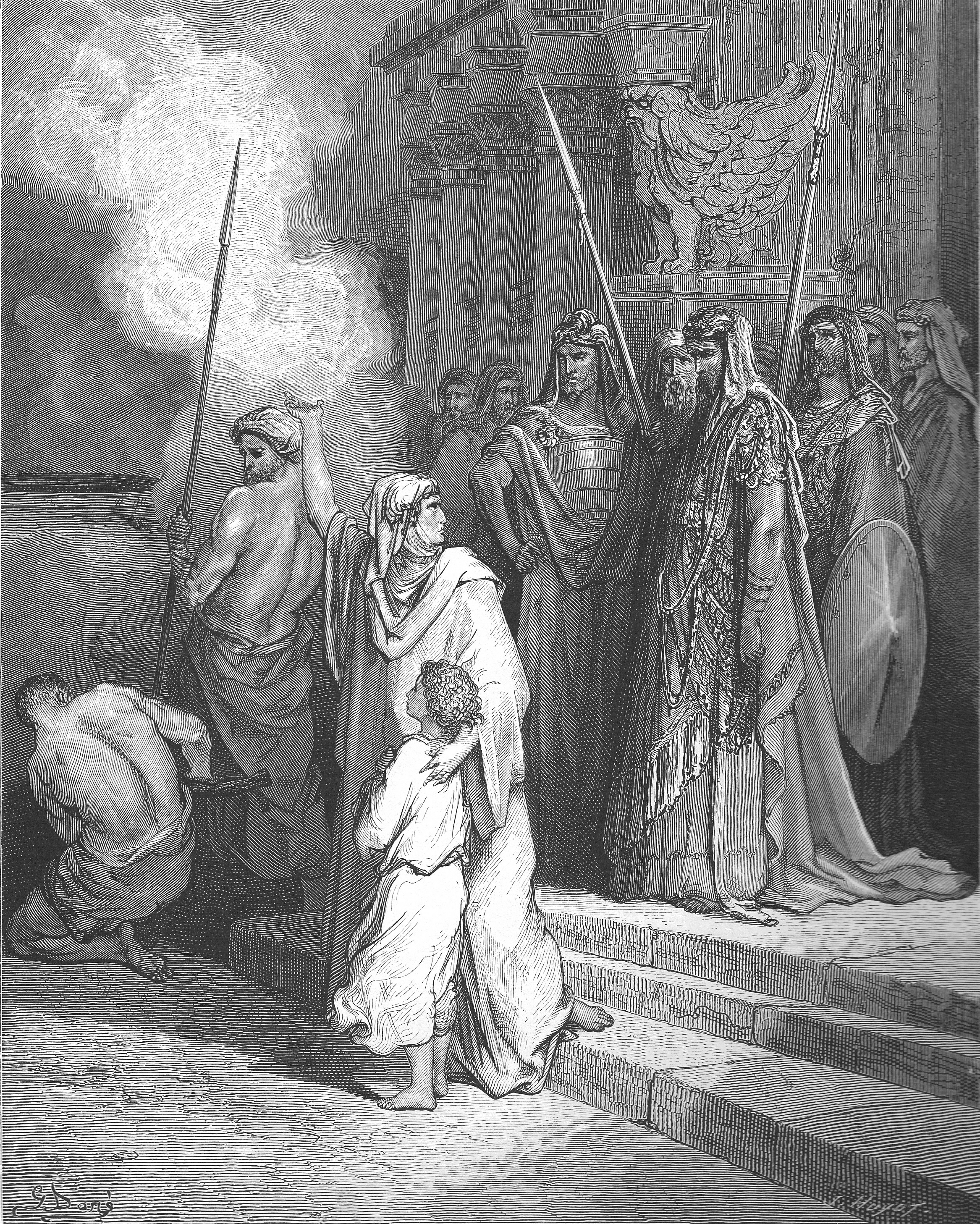
Цар Антіох спокушає Соломонію та її останнього сина відректися від рідної віри. Гравюра Гюстава Доре, 1866 р.

### День семи Макавейських мучеників
Згідно зі старозавітною оповіддю, викладеною в Макавейських книгах, 166 року перед народженням Ісуса Христа сирійський цар Антіох Епіфан намагався примусити юдеїв перейти на грецьке язичництво (див. Елліністичний період). Антіох послав до Єрусалима генерала Аполонія і двадцять дві тисячі вояків з завданням повбивати всіх євреїв, а на їхнє місце поселити чужинців. Аполоній наказав своїм воякам вбивати євреїв у суботу, святий день юдеїв. Юдеї, боячись порушити суботу, гинули без найменшого спротиву; десять тисяч потрапили в полон. Місто було сплюндровано, а опісля спалено. Святиню перемінили на поганську божницю. Юдеям заборонили святкувати суботу й виконувати приписи Мойсеєвого закону. Багато євреїв відступило тоді від своєї віри, за винятком невеликої частини.
У час цього переслідування юдеїв мучениками стали праведний Елеазар, Соломонія та її семеро синів (Макавейські мученики). Елеазар був старозавітним священиком, 90-літнім старцем. Гонителі юдеїв вважали, що змусивши Елеазара відректися від своєї віри, вони дадуть приклад іншим євреям. Спочатку вони намагалися підкупити його грішми, потім залякати погрозами та примусити насиллям, але без найменшого успіху. Деякі погани, а також юдейські відступники зі співчуття до праведного старця почали намовляти його, щоб він сказав принести собі дозволене м'ясо до їжі, а перед своїм народом вдавав, що їсть заборонену свинину. Коли ж він відповів спокусникам, що ніколи цього не зробить, аби не дати молоді згрішення та не наразити себе на гріх і Божу кару, розлючені погани взяли його на муки. Попри побої, він сердечно молився та помер, залишивши народові приклад мужності й чесноти.
Після Елеазара мученицькою смертю загинули семеро його синів. Соломонія бачила смерть кожної своєї дитини, проте підбадьорювала їх, заохочуючи до мужності й вірності Господеві. Кожен з синів засвідчував невідступність від віри, Антіох не сподівався на такий опір. Рятуючи свою репутацію в очах присутнього народу, він пообіцяв помилування й винагороду найменшому сину Соломонії та звернувся до матері, щоб та вплинула на сина, проте й цей останній заклик виявився для Антіоха марним. Після цього наймолодший син та мати загинули в тяжких муках, не порушивши однак закон Всевишнього.
Святі мученики Макавейські загинули, мабуть, в сирійському місті Антіохії (зараз місто в Туреччині) — царській столиці. Назву «Макавеї» одержали від Юди Макавея, головного ізраїльського героя в тодішній боротьбі за рідний край і Божий закон.

## Традиції в Україні

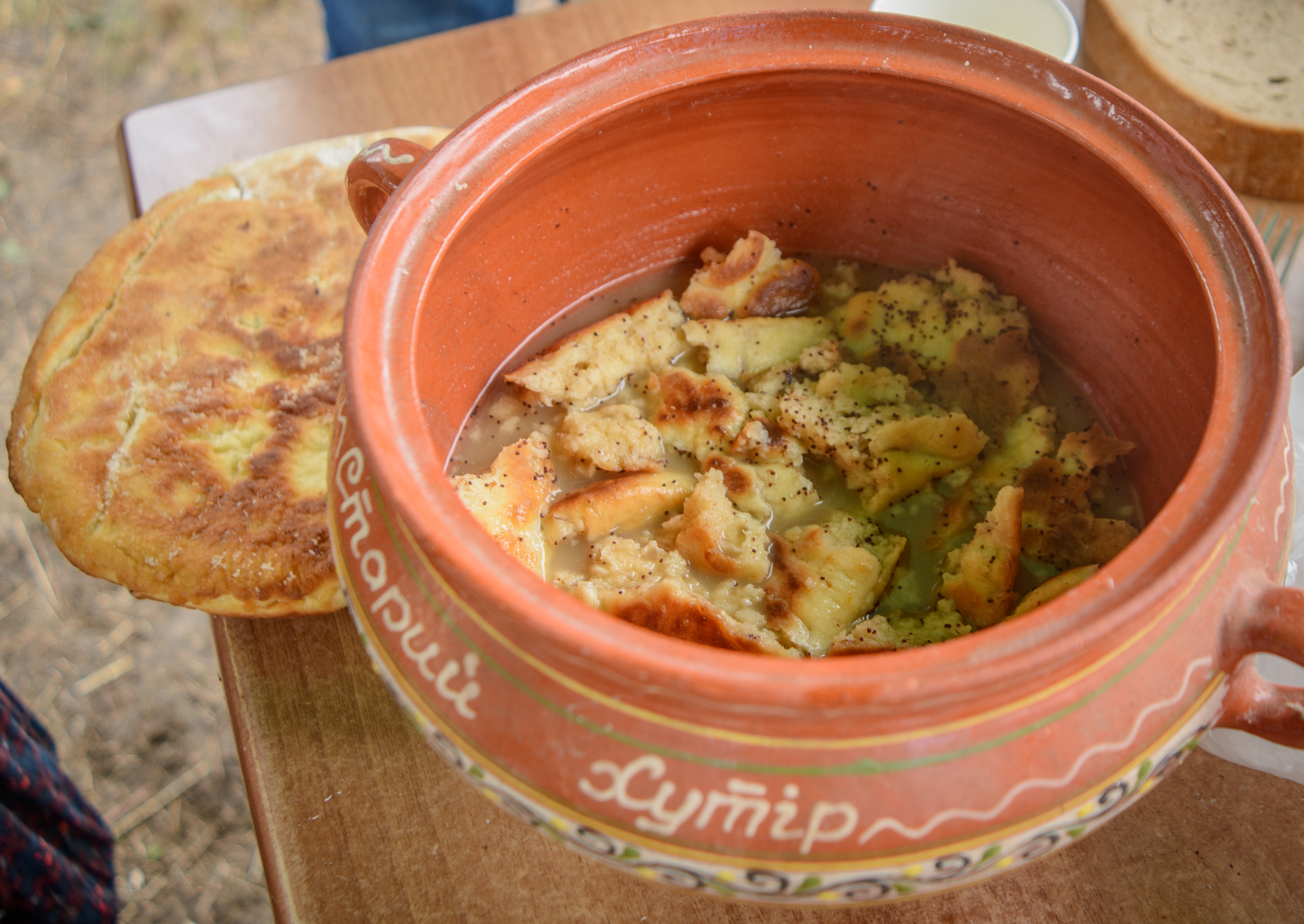
Шулики́ — паляниці з маком та медом (обрядова їжа) — спечені коржі, поламані на дрібні шматочки в макітру й залиті медом та розтертим маком

### Обряди з рослинами
В цей день у церквах святять воду, квіти й мак. Святково вбрані православні віряни відвідують церкву, несучи китиці квітів: жовтих купчаків, чорнобривців, чебрецю, кудрявців, настурцій, рути-м'яти, нагідок, польових сокирок, лугової материнки, роман-зілля, васильків та великі достиглі голівки маку.
Поміж звичайним городнім маком святять також мак-видюк, що в народному знахарстві вживається як засіб проти чародійства: цим маком належало обсипати дім для відганяння вроків. За повір'ям, коли «видюк» освятити три, сім або дев'ять разів (на Маковія та на Великдень), то його сила зростала. В цей день більша увага традиційно відводиться дітям та дівчатам. Дорослі дівчата також святкували й не працювали в цей день. Вони ходили в ліс по зілля, збиралися гуртками, проводили жартівливі ігри, а в лісі співали спасівчані пісні. Спеціально дівочими чарівними квітами в «маковійській квітці» вважалися: любисток, чебрець, ласкавці, кудрявці. До «маковійської квітки» додавали і голівку невеличкого соняшника, і все це пов'язували червоною стрічкою, щоб уся родина була здоровою. Іноді додавалися кілька стеблин конопель чи льону; голівки маку зрідка в'язали в окремий букет. У такому букеті вбачається символізм кожної рослини: рута-м'ята мала оберігати від усякої напасті і додавати здоров'я, ласкавці — сприяти ласці, злагоді та щирості в родині, кудрявці — аби у хлопців в'юнились кучері й їх любили дівчата, а сонях уособлював небесне світило, щоб воно було завжди ласкавим і милосердним для людей, тварин та рослин. До кожної рослинки господиня зверталася з поетичними примовками.
У с. Стіна Томашпільському району Вінницької області і навколишніх селах маковійські букети називають «трійцями». Туди кладуть татарник колючий, миколайчики, цикорій дикий, полин гіркий, деревій, мелісу. До складу трійці також обов'язково кладуть кілька великих голівок маку, а якщо мають, то і дикий мак (видюк), колоски жита і пшениці, а також садові квіти. Іноді в трійцю кладуть невеликі за розміром квіти соняшнику. Господині можуть додавати і інші квіти та трави, користуючись власними смаками. В середину вставляють велику воскову свічку. Не виключено, що в більш давні часи це було три свічки, сплетені внизу воєдино, від яких збереглася назва «трійця». Трійцю зберігають протягом року коло ікон, вона прикрашає оселю, сповнює її гарними пахощами, слугує оберегом, а при потребі її використовують для лікування членів родини і худоби. За іконами такі букети, «маковійки», зберігаються аж до весни. Навесні мак розсівають по городі, а сухі квіти на Благовіщення дівчата вплітають до своїх кіс, — «щоб не випадало з голови волосся».
З квітів при потребі готували ліки чи купелі. Із свячених васильків робили кропильце, коли кропили свяченою водою молодих на весіллі або проводжали когось у далеку путь. Обрядовою їжею на цей день є «шулики». Готують з коржів, які ламають на дрібні шматочки в макітру і заливають медовою ситою та розтертим маком.
У деяких селах південної Київщини на Маковія встановлювали високі хрести, прикрашені квітками і головками маку. Зверху на них іноді чіпляли гарбузову маску із запаленою свічкою. За традицією, протягом цілої ночі хлопці та дівчата співали пісні й танцювали навколо маковіївського хреста свого «кутка», оберігаючи його від сусідів-однолітків. Справою престижу було зберегти свій хрест і знищити чужий. У цьому звичаї вбачаються пережитки ігрового суперництва молоді різних територіальних об'єднань села.

### Спаса на воді

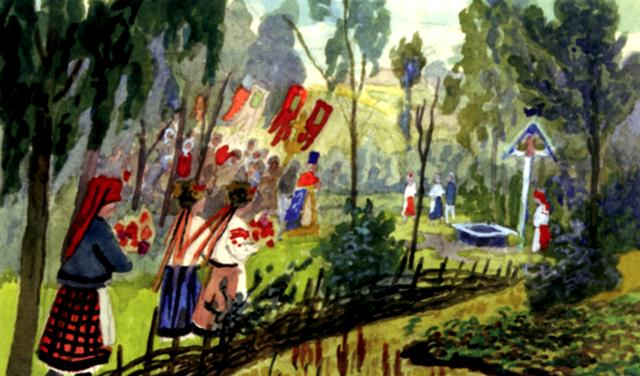
Юрій Павлович (1874—1947). Маковія. Хресний хід до криниці

Крім посвяти квітів, з Маковієм пов'язаний обряд освячення води, зокрема криниць. Тут проводили різноманітні ритуально-обрядові розваги, шлюбно-весільні дійства. Зокрема, про цю традицію згадує Тарас Шевченко: «На те літо криницю святили. На самого Маковія дуба посадили». Біля криниці вже стояли застелені святковими скатертинами два столи; на одному хліб-сіль та запалена свічка, на другому — свічка, свячена вода і коливо (кутя). Ця обрядова страва призначалася для добрих духів та предків. Після посвяти хлопці обсаджували джерело деревами, а коли в цьому не було потреби, то робили символічне клечання — втикали обіч свіжі галузки.
За переказами, на Спаса на воді в гирлі річки Почайни, яка впадала в Дніпро, охрестилися дванадцять Володимирових синів. Тутешнє джерело назвали Хрещатицьким. За місцевим переказом, на «Маковея» всі кияни сходилися та з'їжджалися на Дніпро святити воду. Все чоловіче населення повинно було з'являтися на водосвяття в козацькому одязі.
Свято Маковія ще називається в народі «Першого Спаса», або «Спаса на воді». Хворі пропасницею купалися цього дня в річці, бо вода в цей день вважалася цілющою.

### Тлумачення української традиції
Преображення Господнє в народі називається Спас. Колись цю назву вживали без жодних прикметників. За сучасності Маковій часом іменується медовим Спасом, а первісний Спас — яблучним. Це вносить плутанину як яке свято називати і що коли святити. До того ж, у традиційній українській обрядовості з медом було пов’язане не Маковія, а саме свято Преображення Господнього (невипадково саме цю дату, за старим стилем, тобто 19 серпня, було початково вибрано як День пасічника в Україні).
Як пояснює доктор історичних наук і професор Валентина Борисенко: «У 90-х роках XX століття, ознайомившись з етнографічною літературою, аматори від етнографії зробили хибний висновок про існування кількох Спасів — горіхового, яблучного, медового. Насправді в народі святкувався один Спас — 6 серпня. Лише дуже локально часом свято Маковія 1 серпня називали малим Спасом».
Заслужений працівник культури України і етнограф за фахом Олексій Доля наполягає, що Маковія треба називати суто Маковієм, а Спаса — виключно Спасом без додаткових прикметників. На Маковія, як він пояснює, святять не лише мак, але і всіляке насіння, а також квіти, цілюще зілля і воду. На Спаса у кошиках несуть фрукти та овочі (навіть картоплю, помідори та іншу городину), мед, віск, продукти бджільництва, колоски та обов'язково хліб. У деяких селах Чернігівської області була традиція робити хрест з 12-ти колосків — по три на основу та два боки перекладини. На Київщині колоски складали у пучок, після освячення ставили на покуті до весни, а потім вимочували і сіяли разом з іншим зерном. Спеціально до свята Великого Спаса пекли хліб і несли до церкви. Часто замість паляниць були пироги, пиріжки або рулети з яблуками та з маком.
У Шевченка на Маковія гайдамаки святять ножі: Против ночі Маковія, / Як ножі святили. 

## Зауваження
1. ↑  Деякими православними церквами святкується 1 (14) серпня за юліанським календарем, зокрема Єрусалимською, Російською, Сербською, Грузинською, Польською і Македонською православними церквами.